# Franco Marini (regista)
Franco Marini (Merano, 1º luglio 1935 – Merano, 5 dicembre 2014) è stato un regista, attore e sceneggiatore italiano di lingua tedesca, del teatro.

## Biografia
Fin dagli anni 1960 ha contribuito in maniera essenziale alla vita culturale di Merano e di tutto il Sudtirolo. Il suo lavoro come regista era di importanza fondamentale per lo sviluppo del teatro contemporaneo, in particolare di quello in lingua tedesca, nella provincia.